# 色當 (明尼蘇達州)
色當（英語：Sedan）是一個位於美國明尼蘇達州波普縣的城市。

## 歷史
色當於1882年成立，得名自法國城市色当。色當的郵局於1892年設立，其後於1996年停運。

## 人口
根據2020年美國人口普查的數據，色當的面積為1.31平方千米，皆為陸地。當地共有人口43人，而人口密度為每平方千米33人。